# Idioma maldivo
El maldivo o divehi (autoglotónimo: ދިވެހި, divehi o ދިވެހިބަސް, divehi-bas) es una lengua indoaria y lengua oficial de la República de Maldivas, país del océano Índico. Hay unos 300 000 hablantes, de los cuales la mayoría se encuentran en las Maldivas y otros 10 000 hablantes se encuentran en la isla de Minicoy, bajo la administración de la India. El maldivo tiene su origen en un antiguo idioma prácrito proveniente del Indostán. Se asemeja bastante al cingalés, pero el prácrito del cual ambas lenguas provienen se extinguió hacia el 500 a. C. Hay unas cuantas lenguas que han venido influenciando al maldivo a través de los años, como el árabe, del cual se han adoptado muchas palabras. En menor medida, el tamil, el hindi, el persa, el portugués y el inglés también han tenido una cierta influencia.
Debido a las grandes distancias entre las islas, las diferencias en pronunciación y vocabulario entre las formas de hablar el maldivo son notables, especialmente entre los atolones del norte y los del extremo sur. Una persona de Malé, por ejemplo, tiene dificultades para entender el dialecto de Huvadu.
El maldivo usa la escritura llamada thaana, escrita de derecha a izquierda desde el siglo XVIII. Anteriormente se escribía en divehi akuru o dives akuru, alfabeto de origen brahmi. El antiguo alfabeto tuvo dos variantes, una anterior al siglo XIII (evela akuru) y la variante posterior, la cual se siguió usando de manera oficial en el atolón de Addu hasta principios del siglo XX.

Divehi (ދިވެހި) escrito en su propia escritura.

El lenguaje divehi contiene una distinción de clases en tres niveles: el primer nivel, "enme maa goiy", es usado para hablar de o bien dirigirse a altas personalidades políticas como monarcas, presidentes, jefes de Estado y ministros, y así se sigue usando en la televisión y radio de Maldivas. Para dirigirse a los ancianos, oficiales y gente de edad avanzada se usa el segundo nivel, "maa goiy". La mayoría de las personas usan el tercer nivel, "aadaige goiy", en la vida cotidiana.
No existe una traducción directa al español de "Hola" o "Adiós" en maldivo. El saludo normal consiste en preguntar: "¿Dónde vas?" (Kontaaka).
La palabra en español atolón (un anillo de islas de coral o arrecifes) es una forma hispanizada de la palabra maldiva atholhu (އަތޮޅު, pronunciado [ˈət̪ɔɭu]).